# Higashine

Higashine (東根市 Higashine-shi?) este un municipiu din Japonia, prefectura Yamagata.